# Eotragus
Eotragus — вимерлий рід ранніх бичачих. Види, що належать до роду, населяли Європу, Африку та Азію в міоцені приблизно 20–18 мільйонів років тому. Він споріднений сучасному нільгаю та чотирирогій антилопі. Він був невеликим і, ймовірно, жив у лісистій місцевості.